# Emeterio Ureña
Emeterio Ureña (Valladolid, 1760 - Venezuela, 1819) fue un oficial del ejército español durante la independencia venezolana. Fue luego gobernador de la provincia de Cumaná entre agosto de 1812 y comienzos de 1813.

## Carrera militar
Ureña ingresó a la carrera militar en España y para 1798 era capitán. Sirvió en la isla de Santo Domingo, donde contrajo nupcias con una dama de esa colonia. En 1808 combatió contra los franceses napoleónicos invasores de su patria durante la batalla de Bailén. Ascendido a teniente coronel, y nombrado luego en octubre de 1809 comandante militar de La Guaira, cargo que asumió en febrero de 1810. A raíz del triunfo de la Revolución del 19 de abril de 1810 fue arrestado y sustituido en la Comandancia por el militar venezolano Juan de Escalona. Asimismo, al negarse a acatar a las nuevas autoridades, fue expulsado a Puerto Rico, junto con su esposa e hijos. De allí pasó a Coro, donde se incorporó a la lucha en favor de la causa realista.

## Gobierno de Monteverde
Después de la caída de la Primera República de Venezuela a mediados de 1812, las autoridades republicanas de Cumaná decidieron someterse al mando del jefe realista vencedor, Domingo de Monteverde y enviaron ante éste a unos comisionados que solicitaron el envío de un gobernador.: 185  Monteverde asignó a Ureña como gobernador de Cumaná a partir de septiembre de 1812. Hacia comienzos de octubre de ese mismo año, fue jurada la Constitución española de 1812 en Cumaná. Ureña había implantado una política conciliadora, dando completas garantías á todos los habitantes, y respetando los derechos y propiedades, por lo que los catalanes y los demás godos criollos, se mostraban furiosos porque Ureña no imitaba los terribles procedimientos que Monteverde ejecutaba con mengua y escarnio de lo pactado en San Mateo, y de lo ofrecido por él en su alocución de 3 de agosto de ese año. Ureña era el hombre más aparente para mantener la paz y el buen orden en medio de los partidos.
Descontento Monteverde por la política tolerante que seguía Ureña, le escribió el 30 de octubre ordenándole poner presos a los que habían participado en el movimiento revolucionario de 1810-1812, comenzando por Manuel Villapol. Ureña se negó a cumplir esta orden y así se lo manifestó a Monteverde el 17 de noviembre, apelando al mismo tiempo ante la Real Audiencia (establecida entonces en Valencia o Puerto Cabello) para que se cumpliese lo ofrecido a los revolucionarios que se habían rendido de buena fe. Aunque la Audiencia aprobó más tarde el proceder de Ureña, Monteverde había enviado a Cumaná, con poderes especiales, al teniente Francisco Javier Zervériz, quien previamente fungía como jefe militar de La Guardia, y pasando por encima de la autoridad del gobernador, se puso de acuerdo con los realistas más radicales de la ciudad, y la misma noche de su llegada, el 15 de diciembre de 1812, arrestó en el cuartel a 20 personas que luego fueron enviadas a La Guaira con grillos. El gobernador Ureña protestó, pero las persecuciones siguieron a pesar suyo complicado por el decreto de Simón Bolívar de "Guerra a Muerte" del 15 de junio de 1813, de manera que Monteverde lo destituyó y nombró en su lugar al coronel Eusebio Antoñanzas, conocido por las masacres de San Juan de los Morros y de Calabozo junto con José Tomás Boves. Zervériz continuó la severa represión contra los patriotas venezolanos. Antoñanzas fungió como gobernador de Cumaná brevemente en 1813, mientras que Ureña quedó marginado y fue acusado por Monteverde ante las autoridades de España.
El 3 de mayo de 1815, Fernando VII dispuso que las autoridades de Caracas averiguasen el origen de las desavenencias entre Monteverde y Ureña, y que si éste resultare inocente, se le repusiera en la Comandancia de La Guaira. Así se hizo el 27 de noviembre de 1816. Además de esas funciones, se le encomendaron también las de teniente de rey interino, es decir, sustituto o suplente, en caso necesario, del capitán general. A fines de 1817 fue condecorado por el Rey con la cruz de la orden de San Hermenegildo. A mediados de agosto de 1819 continuaba desempeñando en La Guaira y Caracas aquellos cargos militares. Se ha escrito que en 1817 fue nombrado gobernador militar y político de la provincia de Antioquia, en la Nueva Granada; si fue así, probablemente no llegó a posesionarse de ese cargo.[cita requerida]